# Wolframcarbid
Unter Wolframcarbid versteht man meist das Mono-Wolframcarbid WC sowie die daraus gefertigte Nichtoxidkeramik. Es ist eine intermediäre Kristallphase und ein Carbid.
Wolframcarbid ist ein Hartstoff und Bestandteil sogenannter Hartmetalle, die als Werkzeuge dienen (Schneiden von Bohrern, Drehmeißeln, Fräsern usw.).
Als natürliche Bildung ist Wolframcarbid seit 1986 bekannt und seit 2007 als eigenständiges Mineral unter dem Namen Qusongit anerkannt. Das Mineral wird nicht gefördert, da es einfacher industriell aus Wolfram und Kohlenstoff hergestellt wird.

## Gewinnung und Darstellung
Wolframcarbidpulver wird durch direkte Aufkohlung von Wolfram mit Kohlenstoff hergestellt. Dazu werden Gemische des Metalls mit Ruß oder Graphit bei einer Temperatur von 1400 bis 2000 °C im Vakuum oder unter Wasserstoff erhitzt.
{\displaystyle \mathrm {W+C\longrightarrow WC} }
Beim Erhitzen eines Wolfram-Kohlenstoff-Gemisches in einem Kohlenstoffrohr oder Hochfrequenzofen auf ca. 2800 °C erhält man Wolframcarbidblöcke.
Die Produktion beginnt typischerweise mit Wolframerz, Wolframschrott, Scheelit, Wolframsäure oder Ammoniumparawolframat. Für die Herstellung der technischen Wolframcarbidpulver gibt es mehrere Verfahren. Zum Beispiel wird Wolframsäurepulver bei 750 °C durch Wasserstoff zu Wolfram reduziert. Die Metallpartikel werden bei 1400 °C aufgekohlt. Diese Methode wird bei feinen Pulvern mit einer mittleren Korngröße von 1 µm angewendet.
{\displaystyle \mathrm {H_{2}WO_{4}+3\ H_{2}\longrightarrow W+4\ H_{2}O} }
{\displaystyle \mathrm {W+C\longrightarrow WC} }
Wolframoxide, Wolframsäure, Ammoniumparawolframat und Scheelit können auch direkt aufgekohlt werden:
{\displaystyle \mathrm {WO_{3}+4\ C\longrightarrow WC+3\ CO} }
{\displaystyle \mathrm {H_{2}WO_{4}+4\ C\longrightarrow WC+3\ CO+H_{2}O} }
{\displaystyle \mathrm {(NH_{4})_{10}W_{12}O_{41}\cdot 5\ H_{2}O+48\ C\longrightarrow 12\ WC+10\ NH_{3}+10\ H_{2}O+36\ CO} }
{\displaystyle \mathrm {CaWO_{4}+4\ C\longrightarrow WC+CaO+3\ CO} }
Wolfram oder Wolframoxid kann auch durch Gase wie Kohlenstoffmonoxid oder Methan aufgekohlt werden.
{\displaystyle \mathrm {WO_{2}+CH_{4}\longrightarrow WC+2\ H_{2}O} }
Sehr feines Wolframcarbid kann auch durch Reaktion von Wolframerz oder Wolframschrott mit Chlor und anschließender Gasphasenreduktion mit Wasserstoff und Aufkohlung gewonnen werden:
{\displaystyle \mathrm {W+3\ Cl_{2}\longrightarrow WCl_{6}} }
{\displaystyle \mathrm {WCl_{6}+3\ H_{2}\longrightarrow W+6\ HCl} }
{\displaystyle \mathrm {W+C\longrightarrow WC} }
Bei Wolframcarbid handelt es sich um Einlagerungsmischkristalle. Dabei lagern sich durch Aufkohlen Kohlenstoffatome zwischen die Gitterplätze des Wolframs ein. Die Reaktion verläuft über W2C, das Diwolframcarbid, zu WC.
Wolframcarbid entsteht stets bei Reduktion von Wolframoxiden mit Kohlenstoff. Aus diesem Grund muss zur Herstellung von Wolfram aus dessen Oxiden Wasserstoff als Reduktionsmittel verwendet werden.

## Produktion und Handel
Die folgende Tabelle zeigt die Produktionszahlen für 2004 in Tonnen pro Jahr:
| Region     | Westeuropa | Osteuropa | USA  | Japan | China | Andere |
| ---------- | ---------- | --------- | ---- | ----- | ----- | ------ |
| Produktion | 13000      | 1600      | 5800 | 4500  | 13000 | 1170   |

Deutschland importierte zwischen 2007 und 2010 folgende Mengen an Wolframcarbid (in Tonnen):
| Jahr   | 2007 | 2008 | 2009 | 2010 |
| ------ | ---- | ---- | ---- | ---- |
| Import | 2997 | 3215 | 1374 | 2544 |

Der Verbrauch von Wolfram für die Hartmetallherstellung in Tonnen:
| Jahr | China | USA  | Europa | Japan | Andere |
| ---- | ----- | ---- | ------ | ----- | ------ |
| 2005 | 12500 | 6500 | 6000   | 4500  | 3000   |
| 2007 | 13900 | 4600 | 9800   | 4500  | 700    |
| 2010 | 18800 | 6100 | 6300   | 4900  | 2800   |

Aufgrund der wirtschaftlichen und strategischen Bedeutung von Wolframcarbid sind aktuelle Zahlen, aufgeschlüsselt nach Regionen, mit Vorsicht zu betrachten. Die weltweite Primärproduktion von Wolfram, also aus dem Abbau von Erz, betrug 2021 ca. 84.000 Tonnen Wolfram-Metall, mit einem Anteil von 84 % aus China. Der Anteil der Primärproduktion an der Gesamtproduktion von Wolfram beträgt ca. 65 % (Stand 2021). Der Anteil der Gesamtproduktion von Wolfram das zu Wolframcarbid weiterverarbeitet wird, beträgt ebenfalls ca. 65 % (Stand 2021). Damit ergibt sich aus der zu Wolframcarbid weiterverarbeiteten Masse von ca. 84.000 Tonnen Wolfram einer Weltjahresproduktion von Wolframcarbid im Bereich von ca. 89.000 Tonnen (Stand 2021).

## Eigenschaften
Wolframcarbid ist ein grauer geruchloser kristalliner Feststoff, der praktisch unlöslich in Wasser ist.
Diwolframcarbid W2C ist sehr hart und hat eine Schmelztemperatur von 2750 °C. Wolframcarbid WC ist ebenfalls sehr hart und schmilzt bei 2785 °C. Eine eutektische Mischung aus beiden schmilzt bei 2525 °C.
Weitere Eigenschaften von WC:
- Zugfestigkeit > 3500 MPa,
- Druckfestigkeit bis 6000 MPa,
- Sehr hohe Härte, die allerdings von der Korngröße im Gefüge des Werkstoffs abhängt.[11] Die Vickershärte wird mit 690 HV 30 bis 2250 HV 30 angegeben.[12] Die Spannweite der Härte reicht damit im Vergleich zu natürlichen Mineralen von härter als Apatit (536 HV) bis härter als Korund (2060 HV). Die Härte von Diamant beträgt dagegen 10060 HV.[13] Anderen Quellen zufolge wird die Mohshärte von Wolframcarbid mit 8,5 bis 9 angegeben (entsprechend HRA 82 bis 95 und HRC 69 bis 82), was knapp der Mohshärte 9 von Korund entspricht. Wolframcarbid hält diese Härte bis zu einer Temperatur von 500 °C.[14]

## Anwendungen

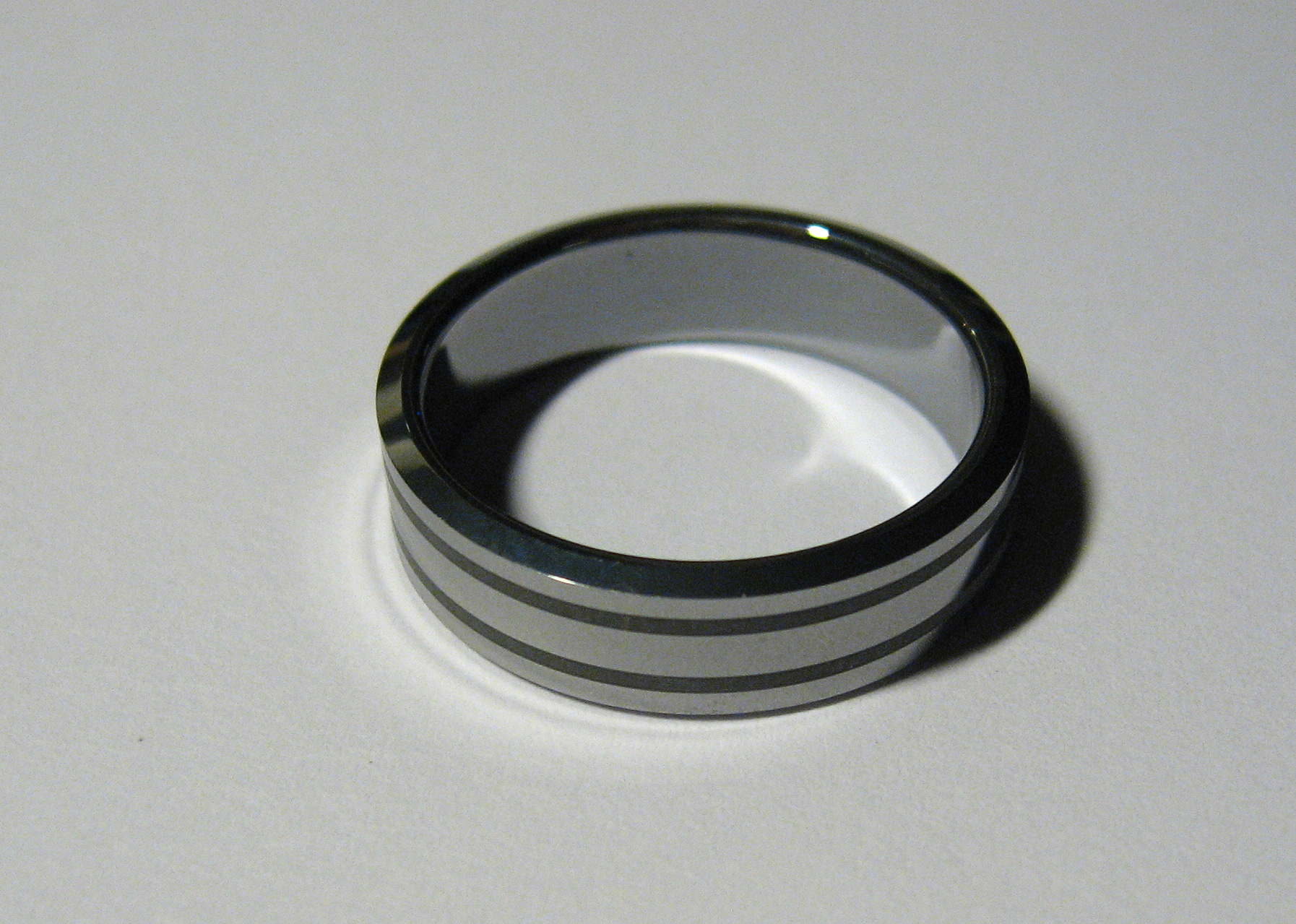
Ein Ring aus Wolframcarbid

Seit einigen Jahren wird Wolframcarbid zu Schmuck verarbeitet und oft als Wolframschmuck bezeichnet. 
Im Uhrenbau wird Wolframcarbid seit 1962 vom Schweizer Armbanduhrproduzenten Rado eingesetzt (erstmals für den Gehäusebau des Modells DiaStar).
Seit dem Zweiten Weltkrieg wird Wolframcarbid wegen seiner Härte und gegenüber Stahl gut doppelten Dichte als Kernmaterial in panzerbrechenden Geschossen (Wuchtgeschossen) verwendet, wo es gehärteten Stahl verdrängte. So war Wolfram(carbid) Bestandteil der Panzergranate 40. Ab den 1960er Jahren wurde für diesen Zweck vor allem von den USA deutlich weicheres aber ebenso schweres abgereichertes Uran eingesetzt, dessen Verwendung aufgrund seiner Giftigkeit und Reststrahlung umstritten ist.
Darüber hinaus kann Wolframcarbid als Neutronenreflektor in Kernwaffen eingesetzt werden, um die kritische Masse herabzusetzen.

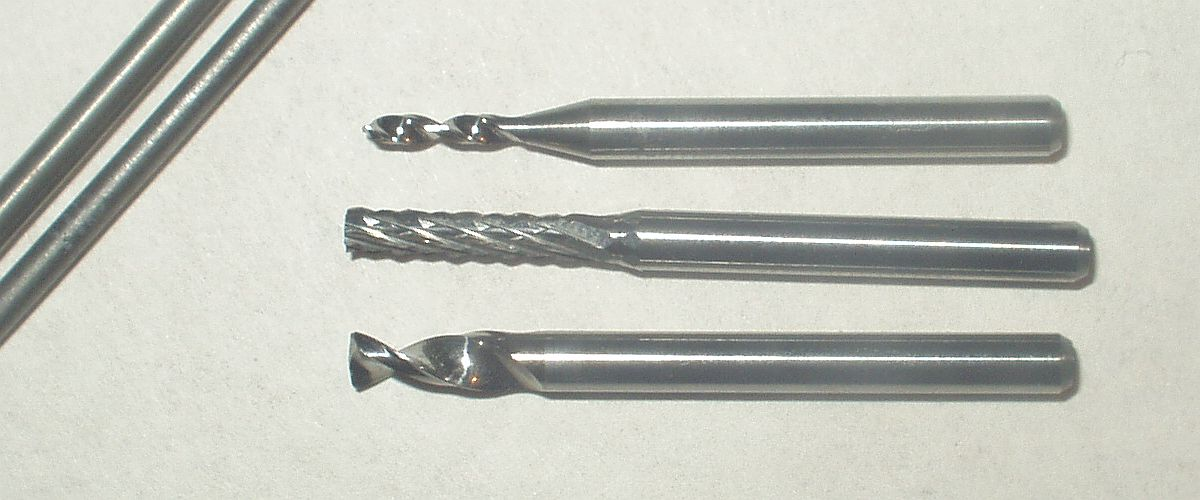
Kleine Bohrer und Fräser aus massivem Wolframcarbid

### Hartmetall
Wolframcarbid ist Hauptbestandteil vieler Hartmetallsorten, die für Zerspanungswerkzeuge und als Werkstoff für hochbelastete Bauteile wie Druckstöcke oder Umformwerkzeuge benutzt werden. 
Hugo Lohmann entdeckte beginnend im Jahr 1914 die vielfältigen Möglichkeiten, die sich durch das pulvermetallurgische Einbinden von Wolframcarbid-Körnern in eine Matrix aus einem anderen Metall ergaben. 
1929 wurde ein Wolframcarbid-Kobalt-Hartmetall mit der Bezeichnung Pobedit in der UdSSR von der gleichnamigen Firma entwickelt. 
Wolframcarbid zeichnet sich durch besondere Härte aus, die beinahe so hoch ist wie die von Diamant. Daher stammt der Markenname Widia („Wie Diamant“) für Hartmetallwerkzeug der Firma Krupp.
Zum Einsatz als Hartmetall werden 4 bis 30 % Cobalt als Bindephase zugesetzt. Die Korngröße von WC-Hartmetallen mit 6 bis 10 % Cobalt als Bindemittel beträgt ungefähr 0,5 bis 1,2 µm. Die Verarbeitung von WC-Hartmetall erfolgt durch Mischen, Mahlen, Grünsintern, Brennen oder Heißisostatisches Pressen (HIPen) bei 1600 bar und 1600 °C. 
Das Bearbeiten von WC-Hartmetallen ist durch Schleifen sowie mittels Draht- bzw. Funkenerosion möglich. In Spezialfällen werden Kugeln aus Hartmetall mittels Laser durchbohrt (Bohrungsdurchmesser kleiner als 0,25 mm).
Neben Werkzeugen bestehen auch Spikes von Winterreifen häufig aus Hartmetall. Auch die Kugeln von Kugelschreibern werden teils aus Hartmetall gefertigt.
Formen aus Wolframcarbid werden zum Drahtziehen, Stanzen, Kaltstauch- und Kaltstanzformen, Formen für nicht magnetische Legierungen und Warmformformen verwendet. Neben Härte, Verschleißfestigkeit und Druckfestigkeit hat Wolframcarbid eine gute chemische Stabilität und kann auch bei hohen Temperaturen, hohem Druck und in korrosiven Umgebungen eine stabile Leistung aufrechterhalten.‌

## Gesundheitliche Risiken
Der Umgang mit Hartmetall erfordert besondere Arbeitsschutzmaßnahmen, denn lungengängige Wolframcarbid-Cobalt-Stäube können Lungenfibrose verursachen und es liegen Anzeichen für eine krebserzeugende Wirkung vor. Diese ist auf das enthaltene Cobalt zurückzuführen. Die akute Toxizität von Wolframcarbid ist sehr gering.

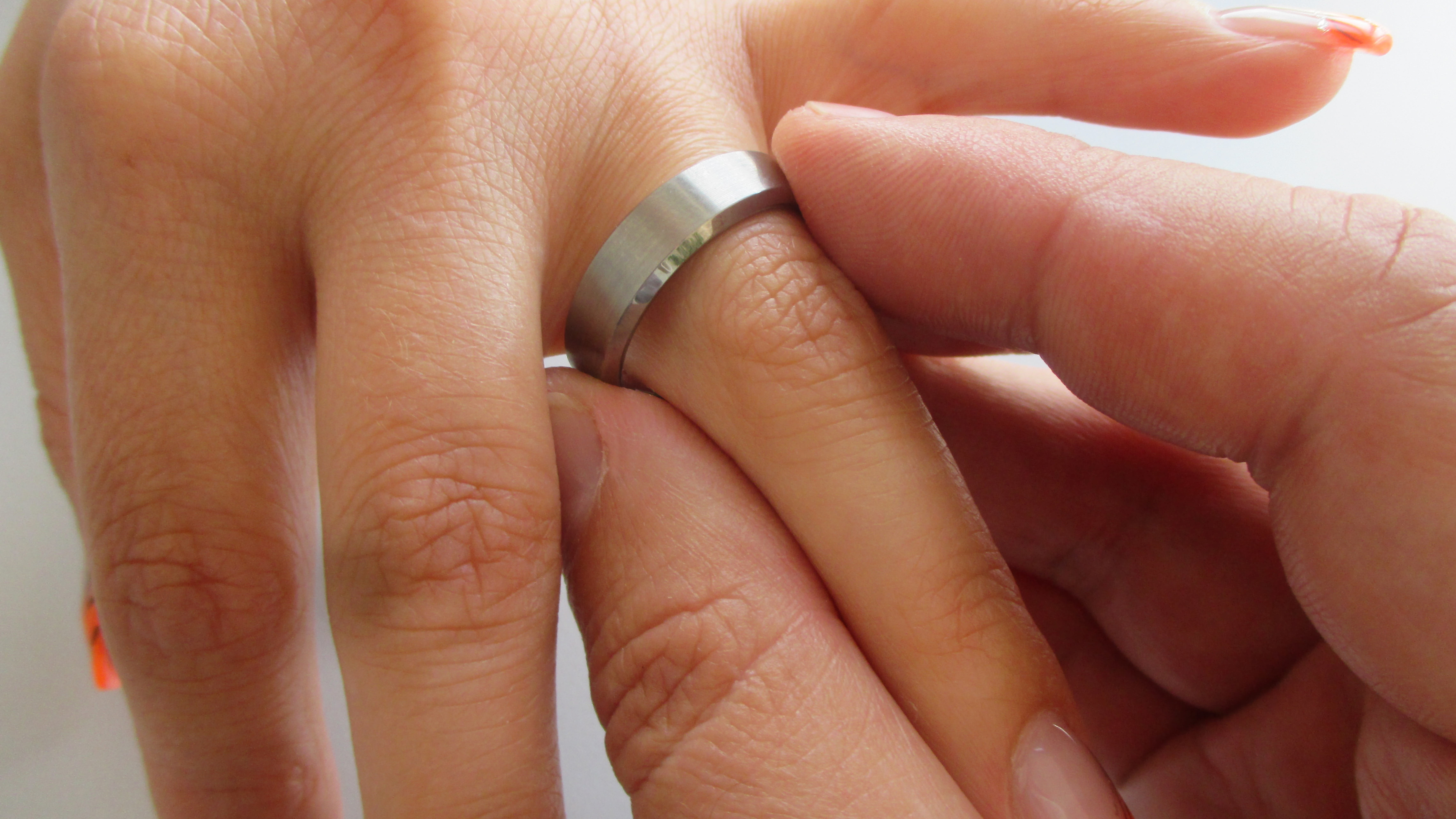
Fingerring aus Wolframcarbid

Beim Anschwellen eines Fingers, z. B. durch einen Bienenstich oder eine Verletzung, kann es zu schweren Schädigungen kommen, wenn der Blutfluss durch einen Schmuckring behindert oder ganz unterbrochen wird. Die Ringe werden dann notfalls durchgesägt. Da Wolframcarbid-Ringe aufgrund ihrer Härte auf diese Weise kaum trennbar sind, kann es zu Problemen kommen. Es ist jedoch möglich, solche Ringe mittels einer Feststellzange oder ähnlichem zu zerbrechen.